# 野人花园
野人花园（英語：Savage Garden）是一組已经解散的澳大利亚雙人音乐團體，由主唱戴伦·海斯（Darren Hayes）和吉他手兼键盘手丹尼尔·琼斯（Daniel Jones）组成。野人花园于1993年成立，2001年巅峰之际宣布解散，是澳洲历年来最成功的音乐团体之一。其中著名的歌曲包括：“Truly Madly Deeply”、“I Want You”、“To The Moon & Back”、“I knew I Loved You”、“The Animal Song”等皆是当年的冠军歌曲，不但刷新了许多乐史记录，全球累计总销量亦超过两千三百万张。

## 历史
1993年澳洲布里斯本的Red Edge樂團徵求主唱，當時在上大学的戴倫·海斯在報上看到了徵人啟事，便去應徵。他與吉他手丹尼爾·瓊斯一拍即合，加入了Red Edge擔任主唱。不久他們創作了第一首歌曲：A Thousand Words，後來戴倫·海斯及丹尼爾·瓊斯就離開了Red Edge，組了自己的樂團。
戴倫·海斯當時著迷於安·萊絲的吸血鬼編年史系列小說，其中的《夜訪吸血鬼》和《吸血鬼黎斯特》都有提到Savage Garden，那是一個蠻荒、嗜血的失樂園，後來他們就用Savage Garden當成樂團的名稱。
1996年，首支單曲I want you，在澳洲大大成功，後有唱片製作人接洽錄製專輯，也就是《野人花園同名專輯》，在澳洲本土、美國、英國、亞洲都有很好的表現。1997年，野人花園得到澳洲ARIA音樂獎十三項獎的殊榮，包括最佳樂團、最暢銷單曲等。
1998年一月二十八日從澳洲展開The Future of Delites全球巡迴演唱會，自澳洲出發前往亞洲、美國等地區。同年推出To the Moon and Back單曲及Truly Madly Deeply，後者為告示牌排行榜冠軍，打敗艾爾頓強的風中之燭，也使野人花園在國際一舉成名。
1999年11月，野人花園推出第二張專輯《认定》，首支單曲I knew I loved you在告示牌排行榜連續四週冠軍。The Animal Song更是成為電影《The Other Sister》「愛情DIY」的主題曲。
2001年就在野人花園音樂事業正大紅大紫時，團員丹尼爾·瓊斯宣告退出，野人花園隨即宣告解散。解散後丹尼爾·瓊斯往幕後製作發展；戴倫·海斯繼續個人的歌唱生涯。2002年3月出了《Spin》心靈節奏專輯；2004年發行《The Tension and the Spark》「心電感應」專輯。解散後四年，2005年十一月，野人花園推出野人花園最終精選《Truly Madly Completely──The Best of Savage Garden》，其中包含野人花園冠軍暢銷歌曲及戴倫·海斯單飛後新作，算是替倉促解散的野人花園畫下完满的句點。

## 风格
野人花园拥有极具创意的音乐创作，力图在摇滚与主流音乐中寻找平衡点，与其他歌手相比歌曲显得清新、人性化，散发出无法抗拒的流行魅力。

## 专辑
- Savage Garden (1997年) #3 US [7x Platinum], #2 UK, #1 Australia
- Affirmation (1999年) #6 US [3x Platinum], #7 UK, #1 Australia

## 单曲
- I Want You (1996年) #4 US, #11 UK, #1 Australia
- To the Moon and Back (1996年) # US, #3 UK, #1 Australia
- Truly Madly Deeply (1997年) #1 (2周) US, #4 UK, #1 Australia
- Break Me Shake Me (1997年) #7 Australia
- Universe (1997年) #26 Australia
- Tears Of Pearls (1998年) # US
- Santa Monica (1998年) # US
- I Want You '98 (1998年) #12 UK
- The Animal Song (1999年) #19 US, #16 UK, #3 Australia
- I Knew I Loved You (1999年) #1 (4周) US, #10 UK, #4 Australia
- Affirmation (2000年) #6 US, #8 UK, #16 Australia
- Crash & Burn (2000年) #24 US, #14 UK, #16 Australia
- Chained To You (2000年) #21 Australia
- Hold Me (2000年) #16 UK
- The Best Thing (2001年) #35 UK

## 链接
- 官方网站
- Timeline of Savage Garden （页面存档备份，存于）
- Savage Garden Music Dot Com - unofficial fansite
- 野人花园歌詞 （页面存档备份，存于）